# Francesco Arese Lucini
Francesco Arese Lucini, född 14 augusti 1805 och död 25 maj 1881, var en italiensk greve och statsman.
Vid 16 års ålder dömdes Arese Lucini till döden för deltagande i det lombardiska upproret men benådades till följd av sin ungdom. Efter ett par års straffarbete och flera års landsflykt återvände han 1848 till Italien och invaldes 1854 i senaten. Under sin långa utomlandsvistelse hade han blivit intim vän med Louis Bonaparte och spelade efter dennes upphöjelse till kejsare av Frankrike som Napoleon III en politiskt betydande medlarroll mellan det enhetssträvande Italien och det andra franska kejsardömet. Efter fredspreliminärerna i Villafranca 1859 erhöll Arese Lucini uppdrag att bilda ministär men misslyckades. 1861 tjänstgjorde han som ambassadör i Frankrike och lyckades då utverka Napoleons formella erkännande av det nya kungariket Italien. 1866 genomdrev han tack vare sina personliga relationer med kejsaren Frankrikes godkännande av det preussisk-italienska förbundet.